# Anguilla breviceps
Anguilla breviceps is een straalvinnige vissensoort uit de familie van de echte palingen (Anguillidae). De wetenschappelijke naam van de soort is voor het eerst geldig gepubliceerd in 1984 door Chu & Jin.